# Sociedade Esportiva de Búzios
Sociedade Esportiva de Búzios é uma agremiação esportiva da cidade de Armação dos Búzios, estado do Rio de Janeiro, fundada a 15 de maio de 1971.

## História

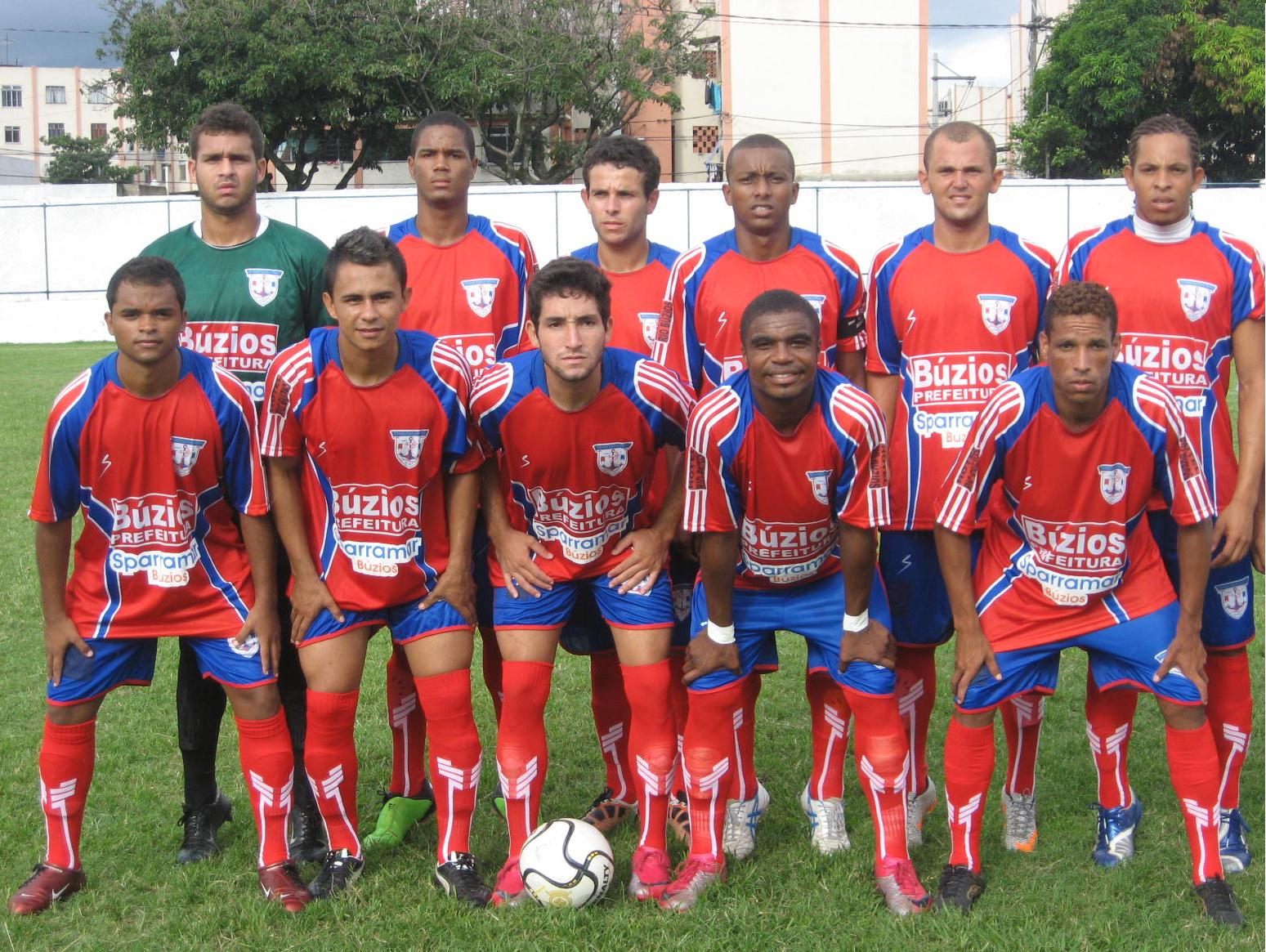
Equipe profissional do Búzios em 2011

Após conquistar o tetracampeonato da Liga Buziana de Desportos na categoria Juniores em 2008, o Búzios empreende em 2011 a sua estreia no futebol profissional ao se filiar aos quadros da FFERJ para a disputa do Campeonato Estadual da Série C do Rio de Janeiro.

## Estádio Municipal de Búzios
O Estádio Municipal de Búzios é um estádio pequeno, com capacidade para 500 torcedores. Fica localizado na Rua Rui Barbosa, no centro da cidade. É de propriedade da prefeitura de Armação dos Búzios.

## Títulos
- 2008 - Tetracampeão da Liga Buziana de Desportos (Categoria Juniores);

## Estatísticas

### Participações
|  | Participações em 2025 |

| Competição            | Temporadas | Melhor campanha           | Estreia | Última | P | R |
| 3ª divisão do Carioca | 4          | 7º colocado (2011 e 2015) | 2011    | 2015   | – | – |
| 4ª divisão do Carioca | 5          | 10º colocado (2019)       | 2018    | 2023   | – | 1 |
| 5ª divisão do Carioca | 2          | Vice-campeão (2021)       | 2021    | 2025   | 1 |   |